# مرتضی صمدیه لباف
مرتضی صمدیهٔ لباف (زاده ۱۳۲۵ اصفهان - درگذشته ۱۱ بهمن ۱۳۵۴) از رهبران و اعضای برجستهٔ سازمان مجاهدین خلق ایران به ویژه در دورهٔ تغییر ایدئولوژی سازمان در سال ۱۳۵۴ بود.
وی به همراه مجید شریف‌واقفی که در آن دوره از رهبران سازمان بود به دلیل پافشاری بر عقاید اسلامی خود که همان راه و روش اصلی سازمان قبل از تغییر ایدئولوژی سازمان به مارکسیسم بود با رهبر اصلی سازمان تقی شهرام به اختلاف برخوردند و به‌طور مخفیانه به ایجاد و عضوگیری در شاخهٔ اسلامی سازمان (همان روش اولیه و اصیل سازمان) پرداختند و همین باعث ترور هر دوی آن‌ها توسط رأس سازمان، تقی شهرام، در اردیبهشت ۱۳۵۴ شد. 
در این ترورها و تسویه‌های خونین درون‌سازمانی مجید شریف‌واقفی به قتل رسید، اما مرتضی که از ناحیهٔ فک دچار آسیب شده بود، ترورش ناکام ‌ماند. جسم زخمیش را به بیمارستان سینا ‌رساند و در آنجا توسط نیروی ساواک بازداشت شد.

## زندگی
مرتضی صمدیهٔ لباف در سال ۱۳۲۵ در یک خانوادهٔ کاملاً مذهبی در شهر اصفهان به دنیا آمد. بعد از تحصیلات ابتدائی و متوسطه در زادگاهش، در رشتهٔ فیزیک مهندسی در دانشگاه آریامهر (دانشگاه صنعتی شریف) مشغول بتحصیل شد. در دانشگاه با محمد یزدانیان عضو سازمان مجاهدین آشنا شد و در ۱۳۵۰ به عضویت سازمان مجاهدین خلق ایران درآمد. وی بعد از ضربهٔ سال ۵۰ که تعداد زیادی از اعضای سازمان دستگیر شدند مجبور شد زندگی مخفیانه‌ای در خانه‌های تیمی سازمان آغاز کند. در بسیاری از عملیات‌های این سازمان شرکت داشت، اما ساواک تا سال ۵۳ از مخفی شدن وی اطلاعی نداشت و گفته می‌شود در مدت دو سال (۵۲–۵۰) مجبور شده‌ است ۱۱ بار خانه خود را تغییر دهد. در سال ۵۳ رهبران سازمان متشکل از تقی شهرام، بهرام آرام و مجید شریف‌واقفی بودند. بعد از تغییر ایدئولوژی سازمان به مارکسیسم توسط تقی شهرام، مجید شریف‌واقفی که به دلیل اعتقادات مستحکم مذهبی‌ای که داشت با شهرام به مشکل برخورد و ظاهراً اعلام جدائی از سازمان کرد. مرتضی هم که مانند مجید اعتقادات مذهبی قوی‌ای داشت، تغییر ایدئولوژی را نپذیرفت و مخفیانه با مجید شریف واقفی و سعید شاهسوندی شروع به عضوگیری در شاخهٔ اسلامی سازمان کردند. مرتضی به ظاهر با شاخهٔ اعضای تقی شهرام همکاری می‌کرد، به قصد دریافت اسلحه و مهمات. وی حتی در ترورهای مهمی هم با وحید افراخته (که خودش پیش‌تر تحت مسؤولیت مجید شریف‌واقفی بود و حالا بعد از حذف شریف‌واقفی از سازمان، جایگزین او شده بود) همکاری کرد، از جمله در ترور تیمسار رضا زندی‌پور (رئیس کمیتهٔ مشترک ضد خرابکاری ساواک) و ترور چند مستشار آمریکائی همکاری داشت. «مرتضی صمدیهٔ لباف» در تیراندازی و استفاده از سلاح و مهمات، مهارت بسیار بالائی داشت. مرتضی و مجید و سعید شاهسوندی در مدت کوتاهی افراد زیادی را در شاخهٔ اسلامی سازمان عضوگیری کردند، ولی در نهایت لیلا زمردیان همسر مجید که در شاخهٔ مارکسیستی سازمان فعالیت می‌کرد این اقدام آن‌ها را به تقی شهرام اطلاع داد و شهرام نیز مجید شریف‌واقفی را خائن شماره ۱، مرتضی صمدیه لباف را خائن شماره ۲ و سعید شاهسوندی را خائن شماره ۳ نامید و از آنجائیکه در سازمان‌های چریکی حکم خیانت، اعدام است، به‌ طور غیابی برای آن‌ها حکم اعدام صادر کرد و وحید افراخته را مسؤول ترور مجید و مرتضی کرد. از طرفی لیلا زمردیان که خواهان حل مسائل همسرش مجید و تقی شهرام بود از هر دو خواست که طی ملاقاتی صحبت‌های نهائی خود را بکنند و لیلا این قرار ملاقات سازمان با مجید و مرتضی را ترتیب داد. اما شهرام که حکم اعدام آن‌ها را صادر کرده بود قصد حذف هرچه زودتر آن‌ها را داشت. سرانجام در روز ۱۶ اردیبهشت ۱۳۵۴ وحید افراخته به همراه حسین سیاه‌کلاه و سید محسن خاموشی، مجید شریف‌واقفی را که بر سر قرار در سه‌راه خیابان بوذرجمهری حاضر شده بود با تیر از پای درآوردند.
عصر همان روز که با مرتضی قرار ملاقات داشتند، وحید افراخته و مرتضی در خیابان گرگان یکدیگر را دیدند و از آنجا به خیابان فرعی سلمان فارسی وارد شدند. پس از طی مسافتی، مرتضی که از حدود ۵۰ متری یک نفر را دیده بود که از داخل کوچه‌ای به این سو سرک می‌کشید به وحید افراخته گفت: «منطقه پلیسی است برگردیم.» وحید قبول نکرد بالاخره مرتضی گفت: «من بر می‌گردم.» هنگام برگشتن وحید افراخته برای از دست ندادن فرصت، اسلحه‌اش را کشید و به سوی او شلیک کرد. تیراندازی وحید در سازمان شهرت داشت، ولی سرعت حرکت صمدیهٔ لباف فرصت‌های دیگر را از وحید گرفت. صمدیه خود در این زمینه می‌گوید: «در همان تاریکی، دیدم وحید دست به اسلحه برد. من هم پیش‌دستی کردم و تیراندازی کردم و چون صدای شلیک تیر بلند شد، او فرار کرد.» در این ماجرا فک و صورت مرتضی صمدیه تیر خورد. وحید بعداً در کمیتهٔ مشترک گفت: «مرتضی می‌توانست مرا بزند، ولی به دور و بر من شلیک می‌کرد». وقتی مأموران از صمدیه پرسیدند که چرا وحید را نزدی؟ پاسخ داد: «تیراندازیم فقط برای ترساندن او بود.». مرتضی پس از مجروح شدن، سوار یک وانت شد، سلاح خود را ضمن حرکت در جوی خیابان انداخت و به منزل برادرش رفت. چون وضع جسمانیش وخیم بود، برادرش او را با يكى از دوستانش ابتدا نزد يک پزشک محلى بردند، ولى آن پزشک از ترس امنيتى بودن مسأله، مرتضى را معالجه نكرد. از این رو برادر مرتضى او را تا جلوى در بیمارستان سینا رساند و طبق قراری که با مرتضی گذاشت، منطقه را ترک کرد. مرتضی وانمود کرد که خودش به بیمارستان آمده‌ است و با این ترفند که سارق مسلح بوده و با همکارانش اختلاف پیدا کرده و آن‌ها او را زده‌اند در آنجا بستری شد. پلیس مستقر در بیمارستان به وی مشکوک شده، به ساواک اطلاع داد. ساواک که عکس‌های فراری‌ها را در اختیار داشت، وی را شناسائی و پس از معالجات اولیه مرتضی را به کمیتهٔ مشترک منتقل کرد.

## محاکمه و اعدام

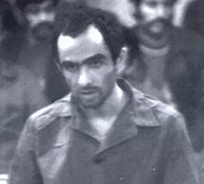
صمدیه لباف در دادگاه

مرتضی صمدیهٔ لباف در آنجا اعلام داشت که: «عده‌ای در سازمان مارکسیست شده‌اند و چون من دیگر نمی‌خواستم کار کنم و به دنبال زندگیم بودم قصد ترور مرا داشتند.» با دستگیری وحید افراخته در مرداد ماه ۱۳۵۴ وضع صمدیهٔ لباف به عنوان ورزیده‌ترین عنصر نظامی سازمان که در ده‌ها عملیات نظامی شرکت داشت، به کلی تغییر کرد. وحید تمام اطلاعاتی را که از او داشت، لو داد و ساواک را شوکه کرد. به دنبال اعترافات وحید افراخته (که با لو دادن تمامی اطلاعات سازمان قصد نجات خودش از اعدام را داشت)، صمدیهٔ لباف به شدت تحت فشار و شکنجه قرار گرفت. طاهره سجادی (همسر غیوران) در کتاب خاطراتش (خورشیدواره) در رابطه با صمدیه می‌نویسد: «من را که به داخل اتاق بازجوئی بردند، حسینی و عضدی نشسته بودند. شروع کردند به هتاکی کردن، فحش‌های رکیک دادن و حرف‌های زشت زدن و بعد گفتند صمدیهٔ لباف را بیاورند. صمدیه فقط یک پیژامه پایش بود، صورتش آنقدر زرد شده بود، مثل اینکه آن را داخل زردچوبه کرده‌اند، زنجیر به دست‌ها، پاها و گردنش بود. با این وضع و صدای زنجیر او را داخل آوردند. صمدیه با اینکه در آن وضعیت بود، اما مشخص بود از روحیهٔ بسیار بالائی برخوردارست. برقی را در چشمانش می‌شد دید. من چند بار که صمدیهٔ لباف را در حال بازجوئی و شکنجه دیدم، حالت خاصی داشت، بسیار صبورانه شکنجه‌ها را تحمل می‌کرد و نسبت به بازجوها با بی اعتنائی و تمسخر روبرو می‌شد.» وی در بخش دیگری از خاطراتش می‌نویسد: «بعد از دو روز مرا به قسمتی از کمیته که عکاسی در آن قرار داشت بردند. در گوشه‌ای از این محل بر روی یک تخت فلزی فنری، مرد برهنه‌ای (از کمر به بالا) را بسته بودند و بازجو چراغ الکلی لوله بلندی را در دست داشت که شعله آن را زیر تخت می‌گرفت. با حرارت چراغ، فنر داغ می‌شد و بدن او را می‌سوزاند، قلبم فشرده شد، نمی‌دانم که بود، به نظرم رسید صمدیهٔ لباف است.» طبق گفتهٔ هم‌رزمان مرتضی صمدیه، از جمله سعید شاهسوندی، او و مرتضی تلاش بسیاری در عدم ارائه‌ی اطلاعات سازمان به ساواک کردند و در زیر شکنجه هم فقط اطلاعات سوخته می‌دادند، اما با لو رفتن کامل اطلاعات سازمان و همچنین ترورهای انجام‌شده توسط سازمان که توسط وحید افراخته به ساواک فاش شد.
در نهایت مرتضی صمدیهٔ لباف به اعدام محکوم شد و در ۱۱ بهمن ۱۳۵۴ به همراه وحید افراخته، سید محسن خاموشی و جمعی دیگر از اعضای دستگیرشدهٔ سازمان (منیژه اشرف‌زاده کرمانی، محمدطاهر رحیمی، محسن بطحایی، ساسان صمیمی بهبهانی، مرتضی لبافی‌نژاد، عبدالرضا منیری‌جاوید) تیرباران شدند.

## رسانه
در فیلم سیانور ساخته بهروز شعیبی این شخصیت با بازی بابک حمیدیان به تصویر کشیده شده‌ است.